# Артёмово (Шатурский район)
Артёмово — деревня в Шатурском муниципальном районе Московской области, в составе сельского поселения Пышлицкое. Расположена в юго-восточной части Московской области в 0,7 км к югу от Белого озера. Население — 29 чел. (2013). Деревня известна с 1618 года. Входит в культурно-историческую местность Ялмать.

## Название
В письменных источниках деревня упоминается как Артемово, Артемовская или Артемовское. Название происходит от Артём, разговорной формы личного имени Артемий. Существуют предположения о происхождении названия от фамилии возможных владельцев деревни вотчинников Артемьевых, упоминаемых в XVI веке.

## Физико-географическая характеристика

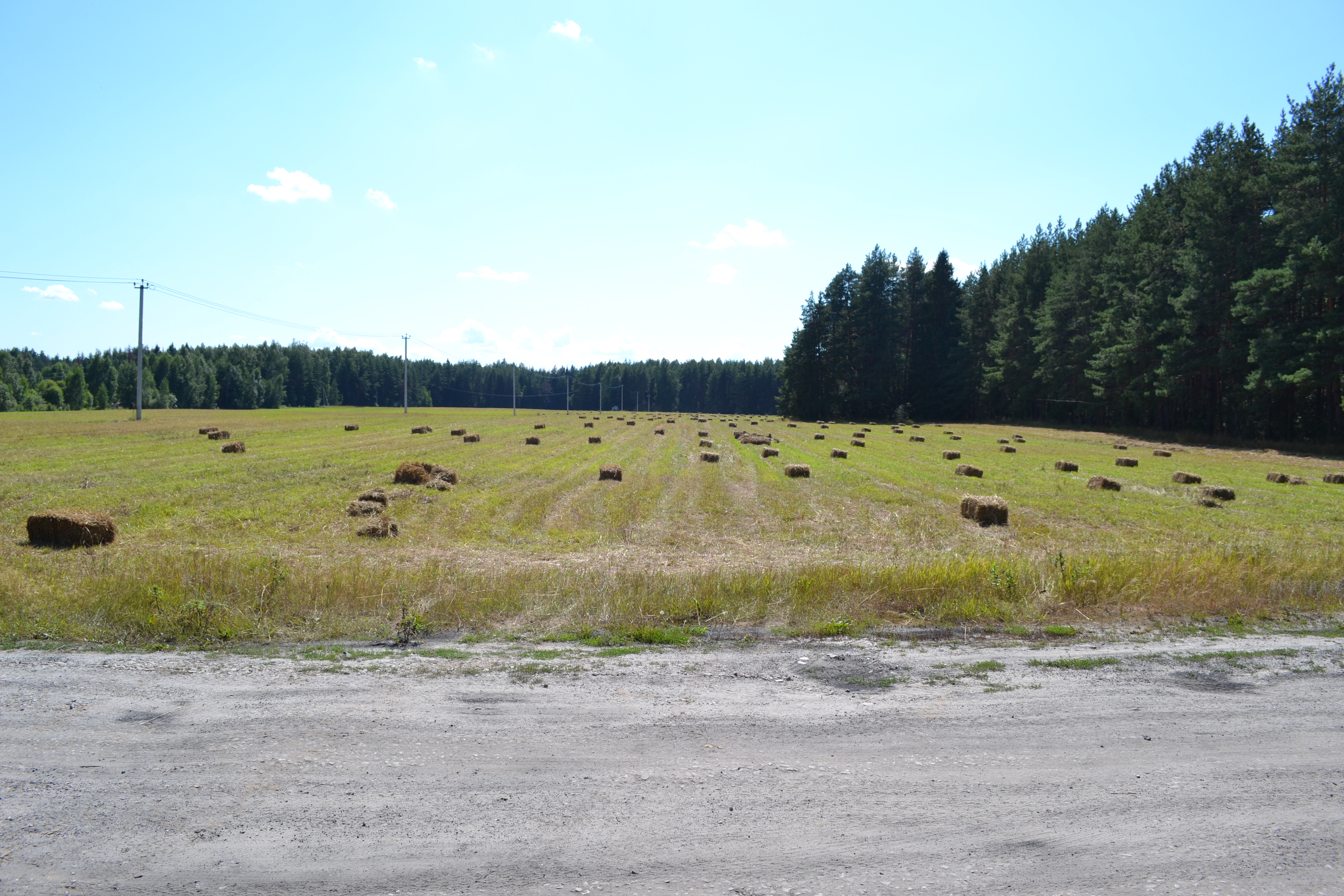
Поле около деревни

Деревня расположена в пределах Мещёрской низменности, относящейся к Восточно-Европейской равнине, на высоте 115 м над уровнем моря. Рельеф местности равнинный. На северо-восток от деревни расположен лес Пасека, где жители деревни ставили свои пасеки. К югу от деревни находится болото Мелдево. В 0,7 км к северу от деревни расположено Белое озеро.
По автомобильной дороге расстояние до МКАД составляет около 160 км, до районного центра, города Шатуры, — 58 км, до ближайшего города Спас-Клепики Рязанской области — 21 км, до границы с Рязанской областью — 5 км. Ближайший населённый пункт — деревня Селянино, расположенная в 500 м к востоку от Артёмово.
Деревня находится в зоне умеренно континентального климата с относительно холодной зимой и умеренно тёплым, а иногда и жарким, летом. В окрестностях деревни распространены дерново-подзолистые почвы с преобладанием суглинков и глин.
В деревне, как и на всей территории Московской области, действует московское время.

## История

### С XVII века до 1861 года
Во второй половине XVII — первой половине XVIII веков деревня Артёмово входила в Тереховскую кромину волости Муромское сельцо Владимирского уезда Замосковного края Московского царства. Деревня была разделена на 5 жеребьев (частей). Два жеребья принадлежали Якову Мамоновичу Зверовскому, поместье досталось ему от отца в 7126 (1617/18) году. Остальные три жеребья принадлежали главе московских стрельцов Григорию Михайловичу Аничкову, представителю дворянского рода Аничковых. Аничков выменял их в 7156 (1647/48) году у новгородцев Акима Ильича Нармацкого, Ипата Мелентьевича Вараксина и Ивана Андреевича Дирина на своё новгородское поместье.
В писцовой книге Владимирского уезда 1637—1648 гг. Артёмово описывается как деревня на Шатурском озере с пахотными землями среднего качества и сенокосными угодьями. У Г. М. Аничкова было 2 двора:

В Тереховской кромине три жеребья деревни Артемовы на озере на Шатуркове, а два жеребья той деревни в поместье ж за новгороцким за Яковом Мамоновым сыном Зверовским. А в ней на его три жеребья, во дворе крестьяне Якушко Фокин да сын его Степашко, у Степашка сын Микифорка да племянник Спиридонко Герасимов. Во дворе бобыль Микифорка Никонов сын Солянинов да брат его Тимошка, у Микифорка сын Марчко. Пашни паханые, середние земли и с отъезжею пашнею, что на Останинском и подле озерка Исаковская, и под Бором у реки у Ялмы Исаковская, Красная тож, восемнадцать четвертей, да лесом поросло четыре четверти в поле, а в дву по тому ж; сена около поль и по реке по Пошице тридцать копен, да на новорасчистном лугу у озерка у Шатурскова сорок копен
В двух жеребьях Я. М. Зверовского было три двора, один из которых был помещика:

В Тереховской кромине два жеребья деревни Артемовской на озере на Шатуркове, а три жеребья той деревни в поместье ж за головою стрелецким за Григорием Михайловым сыном Аничковым. А в ней на его два жеребья двор его помещиков; во дворе крестьянин Мишка, прозвище Пятунка, Фокин да дети его Пронька, да Дорофейко, да Ивашка. Во дворе бобыль Панка Федоров да пасынки его Нифонтко да Полуектко Мелентьевы. Пашни паханые, середние земли и с отъезжею пашнею, что на Исаковском и на Останинском, двенадцать четвертей, да лесом поросли две четверти в поле, а в дву по тому ж; сена около поль по речке по Пошице двадцать копен
В 7153 (1644/45) году Григорий Михайлович Аничков выдал свою дочь Ирину замуж за стольника Андрея Ильича Безобразова, отдав в качестве приданого в числе прочего деревню Артёмовскую стана Муромского сельца.

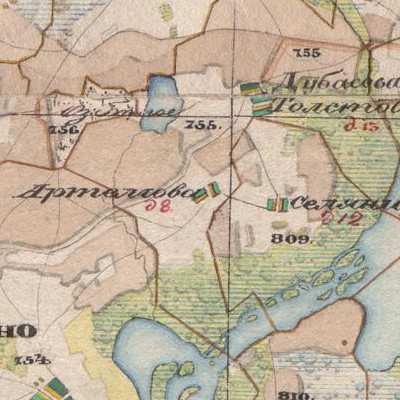
Деревня Артёмово на карте 1850 года

В результате губернской реформы 1708 года деревня оказалась в составе Московской губернии. После образования в 1719 году провинций деревня вошла во Владимирскую провинцию, а с 1727 года — во вновь восстановленный Владимирский уезд.
В 1778 году образовано Рязанское наместничество (с 1796 года — губерния). Впоследствии вплоть до начала XX века Артёмово входило в Егорьевский уезд Рязанской губернии.
В Экономических примечаниях к планам Генерального межевания, работа над которыми проводилась в 1771—1781 гг., деревня описана следующим образом:

Деревня Артемовская Марфы Степановны Щербининой (3 двора, 8 мужчин, 7 женщин). При протекающих протоках из озера Шатурково в озеро Перцово. Земля иловатая, хлеб и покосы средственны, лес дровяной, крестьяне на оброке
В последней четверти XVIII века деревня принадлежала капитанше Марфе Степановне Булгаковой, с 1797 года — премьер-майорше Анне Семёновне Боевой. В 1812 году владельцами деревни были помещики Языковы, Анна Боева и учительша Фон-Рейпт. С 1821 года деревня принадлежала штабс-капитанше Елизавете Савельевне Анисимовой, дочери А. С. Боевой.
В Отечественной войне 1812 года погиб житель деревни ополченец Фёдор Гурьянович Борисов, 17 лет, у которого остался сын Яков.
По данным X ревизии 1858 года, деревня принадлежала штабс-капитан Константину Владимировичу Анисимову. По сведениям 1859 года Артемовская — владельческая деревня 2-го стана Егорьевского уезда по правую сторону Касимовского тракта, при колодцах. На момент отмены крепостного права владелицей деревни была помещица Свищевская.

### 1861—1917
После реформы 1861 года из крестьян деревни было образовано одно сельское общество, которое вошло в состав Дерсковой волости.
Согласно Памятной книжке Рязанской губернии на 1868 год в деревне имелась ветряная мельница с двумя поставами.
В 1885 году был собран статистический материал об экономическом положении селений и общин Егорьевского уезда. В деревне было общинное землевладение. Земля была поделена по ревизским душам. Переделов пашни не было с 1862 года, а луга делились каждые 10-15 лет. В общине был как дровяной, так и строевой лес. Лес рубили ежегодно, дров для топлива хватало. Надельная земля находилась в двух участках, которые соединялись между собой узким прогоном. Сама деревня находилась в середине надельной земли. Дальние полосы отстояли от деревни на полверсты. Пашня была разделена на 75 участков. Длина душевых полос от 10 до 30 сажень, а ширина от 0,5 до 2 аршин. Кроме надельной земли, у крестьян имелась также купчая земля.
Почвы были песчаные, пашни — бугроватые. Луга берегу реки заливные, но болотистые. Прогоны были удобные. В деревне был небольшой пруд и 9 колодцев с хорошей водой. Кроме того, воду брали в реке Ялме и двух больших озёрах, образованных рекой, — Шатурском и Валдеево. Своего хлеба не хватало, поэтому его покупали в селе Спас-Клепиках. Сажали рожь, овёс, гречиху и картофель. У крестьян было 11 лошадей, 26 коров, 100 овец, 27 свиней. Избы строили деревянные, крыли деревом и железом, топили по-белому.
Деревня входила в приход села Фрол (Радушкино). Ближайшая школа находилась при Дерсковском волостном правлении. Главным местным промыслом было вязание сетей для рыбной ловли, которым занимались исключительно женщины. Почти все мужчины были плотниками. Из 22 мужчин 19 уходили на заработки в Москву, а трое работали в Егорьевском уезде. Зимой мужчины занимались рыбной ловлей.
В начале XX века ближайшее почтовое отделение и земская лечебница находились в селе Дмитровский Погост.

### 1917—1991
В 1919 году деревня Артёмово в составе Дерсковской волости была передана из Егорьевского уезда во вновь образованный Спас-Клепиковский район Рязанской губернии. В 1921 году Спас-Клепиковский район был преобразован в Спас-Клепиковский уезд, который в 1924 году был упразднён. После упразднения Спас-Клепиковского уезда деревня передана в Рязанский уезд Рязанской губернии. В 1925 году произошло укрупнение волостей, в результате которого деревня оказалась в укрупнённой Архангельской волости. В ходе реформы административно-территориального деления СССР в 1929 году деревня вошла в состав Дмитровского района Орехово-Зуевского округа Московской области. В 1930 году округа были упразднены, а Дмитровский район переименован в Коробовский.
В 1930 году деревня Артёмово входила в Дубасовский сельсовет Коробовского района Московской области.
В начале 30-х годов в деревне был организован колхоз «Свобода». Известные председатели колхоза: Ершов (1933 год), Крылов (1934—1935 гг.), Бокарёва (с марта 1935 года), Гуляков (с июня 1935 года), Бокарёва (1939—1940 гг.), Горшкова (1946—1947 гг.), Курбатова (1948 год), Пивоварова (с мая 1948 года).
Дети из деревни Артёмово посещали Дубасовскую начальную школу.

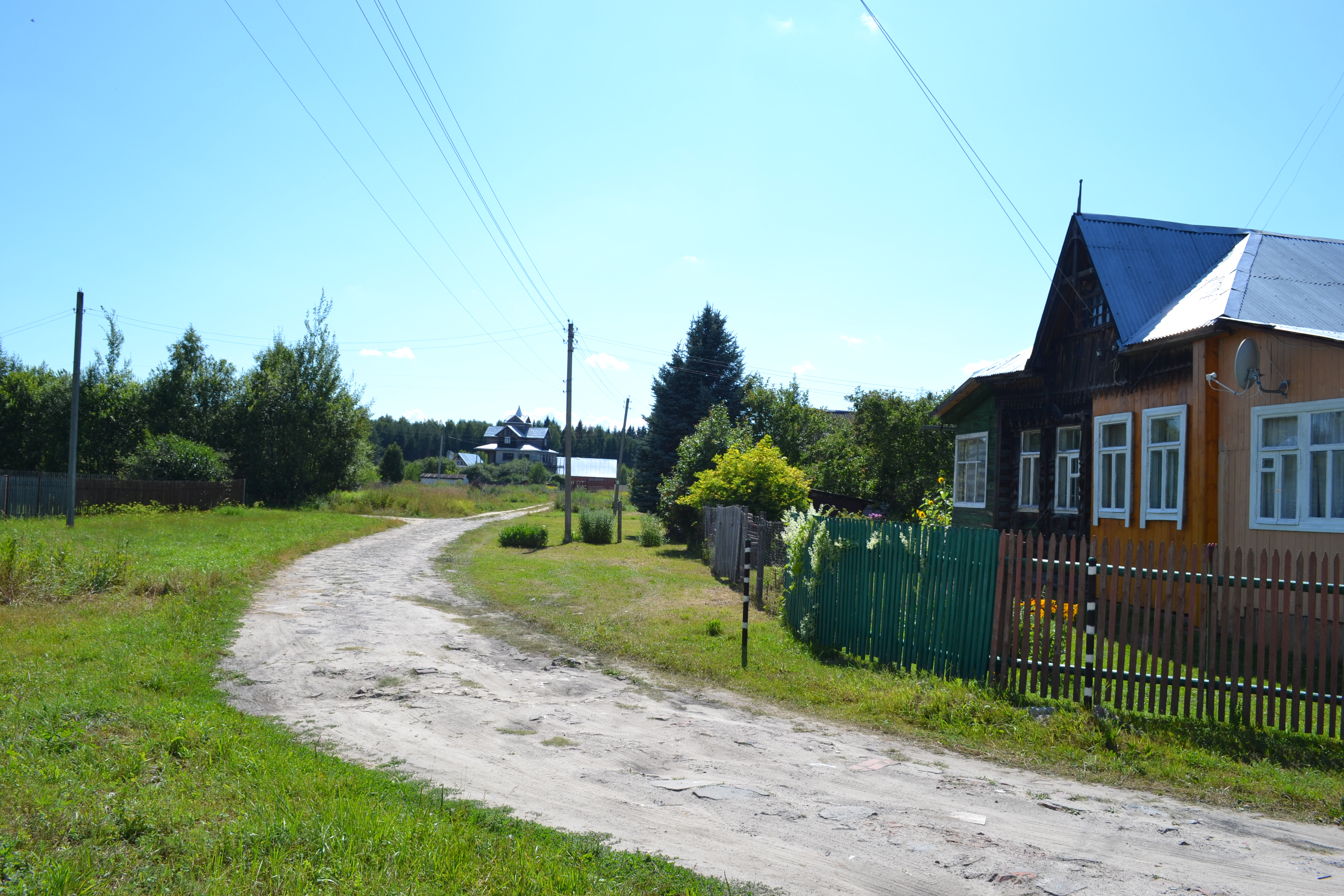
Артёмово

Во время Великой Отечественной войны в армию были призваны 15 жителей деревни. Из них 4 человека погибли, 6 пропали без вести.
В 1951 году было произведено укрупнение колхозов, в результате которого деревня Артёмово вошла в колхоз «Новая жизнь», впоследствии в ходе второго укрупнения в 1958 году деревня вошла в колхоз им. Кирова.
В 1959 году деревня была передана из упразднённого Дубасовского сельсовета в Пышлицкий сельсовет.
3 июня 1959 года Коробовский район был упразднён, Пышлицкий сельсовет передан Шатурскому району.
В 1960 году был создан совхоз «Пышлицкий», в который вошли все соседние деревни, в том числе Артёмово.
С конца 1962 года по начало 1965 года Артёмово входило в Егорьевский укрупнённый сельский район, созданный в ходе неудавшейся реформы административно-территориального деления, после чего деревня в составе Пышлицкого сельсовета вновь передана в Шатурский район.

### С 1991 года
В феврале 1992 года из Пышлицкого сельсовета выделен Белоозёрский сельсовет, в состав которого вошло Артёмово. В 1994 году в соответствии с новым положением о местном самоуправлении в Московской области Белоозёрский сельсовет был преобразован в Белоозёрский сельский округ. В 2004 году Белоозёрский сельский округ был упразднён, а его территория включена в Пышлицкий сельский округ. В 2005 году образовано Пышлицкое сельское поселение, в которое вошла деревня Артёмово.

## Население
| 1790 | 1812 | 1858 | 1859 | 1868 | 1885 | 1905 |
| ---- | ---- | ---- | ---- | ---- | ---- | ---- |
| 15   | ↗50  | ↗55  | ↗59  | ↗120 | ↘87  | ↗99  |
| 1970 | 1993 | 2002 | 2006 | 2010 | 2011 | 2013 |
| ↘13  | ↘8   | ↗12  | ↘7   | ↗15  | ↗18  | ↗29  |

Первые сведения о жителях деревни встречаются в писцовой книге Владимирского уезда 1637—1648 гг., в которой учитывалось только податное мужское население (крестьяне и бобыли). В деревне Артемовской было пять дворов: один помещичий; два крестьянских двора, в которых проживало 8 мужчин; два бобыльских двора с 6 бобылями.
В переписях за 1790, 1812, 1858 (X ревизия), 1859 и 1868 годы учитывались только крестьяне. Число дворов и жителей: в 1790 году — 3 двора, 8 муж., 7 жен.; в 1812 — 50 чел.; в 1850 году — 8 дворов; в 1858 году — 26 муж., 29 жен.; в 1859 году — 10 дворов, 27 муж., 32 жен.; в 1868 году — 16 дворов, 62 муж., 58 жен.
В 1885 году был сделан более широкий статистический обзор. В деревне проживало 87 крестьян (14 дворов, 39 муж., 48 жен.). На 1885 год грамотность среди крестьян деревни составляла 8 % (7 человек из 87).
В 1905 году в деревне проживало 99 человек (15 дворов, 45 муж., 44 жен.), в 1970 году — 9 дворов, 13 чел.; в 1993 году — 7 дворов, 8 чел.; в 2002 году — 12 чел. (5 муж., 7 жен.).
По результатам переписи населения 2010 года в деревне проживало 15 человек (4 муж., 11 жен.), из которых трудоспособного возраста — 7 человек, а старше трудоспособного — 8 человек. Жители деревни по национальности русские (по переписи 2002 года — 100 %).
Деревня входила в область распространения Лекинского говора, описанного академиком А. А. Шахматовым в 1914 году.

## Социальная инфраструктура
Ближайшие предприятия торговли расположены в посёлке санатория «Озеро Белое». Там же находятся обслуживающие жителей деревни дом культуры, библиотека и отделение «Сбербанка России». Медицинское обслуживание жителей деревни обеспечивают Белоозёрская амбулатория, Коробовская участковая больница и Шатурская центральная районная больница. Ближайшее отделение скорой медицинской помощи расположено в Дмитровском Погосте. Артёмово закреплено за Пышлицкой средней общеобразовательной школой, однако детей школьного возраста в деревне нет.
В деревне расположено фермерское хозяйство по производству кормов.
Пожарную безопасность в деревне обеспечивают пожарные части № 275 (пожарные посты в селе Дмитровский Погост и деревне Евлево) и № 295 (пожарные посты в посёлке санатория «Озеро Белое» и селе Пышлицы).
Деревня электрифицирована. Центральное водоснабжение отсутствует, потребность в пресной воде обеспечивается общественными и частными колодцами.
Для захоронения умерших жители деревни, как правило, используют кладбище, расположенное около посёлка Фрол. До середины XX века рядом с кладбищем находилась Покровская церковь, в состав прихода которой входила деревня Артёмово.

## Транспорт и связь
Рядом с деревней проходит автомобильная дорога регионального значения Р105 (Егорьевское шоссе), на которой имеется остановочный пункт маршрутных автобусов «Селянино». Деревня связана автобусным сообщением с районным центром — городом Шатурой и станцией Кривандино (маршруты № 130 и № 579), селом Дмитровский Погост и деревней Гришакино (маршрут № 40). Кроме того, по Егорьевскому шоссе проходят несколько маршрутов до города Москвы. Ближайшая железнодорожная станция Кривандино Казанского направления находится в 48 км по автомобильной дороге.
В деревне доступна сотовая связь (2G и 3G), обеспечиваемая операторами «Билайн», «МегаФон» и «МТС». Ближайшее отделение почтовой связи, обслуживающее жителей деревни, находится в посёлке санатория «Озеро Белое».